# Soteska, Kamnik
Soteska je naselje v Občini Kamnik. Ustanovljeno je bilo leta 1982 iz dela ozemlja naselja Vrhpolje pri Kamniku. Leta 2015 je imelo 346 prebivalcev.